# Булвест 2000
Издателство „Булвест 2000“ е частно българско издателство, създадено през 1990 година, което бързо се утвърждава като едно от най-големите издателства на учебници в страната.
Член на Асоциация „Българска книга“. В областта на образователната литература за деца издателството работи и с чуждестранни партньори, сред които от 2013 година и германската издателска група „Клет“.
„Булвест 2000“ разполага с модерна система за пълна предпечатна подготовка и експонация, както и собствена печатна база.

## Управление
Управител на издателство „Булвест 2000“ към 2013 г. е Владимир Топенчаров. Главен редактор на издателство „Булвест 2000“ е Венета Христова.

## История
Основатели на „Булвест 2000“ са проф. Владимир Топенчаров и доц. Чавдар Стефанов. През 1992 г. издателството успява да сформира екип, който в краткия срок от 2 – 3 месеца написва учебниците и съпътстващите ги помагала по история за V и VI клас по силно ревизирана нова програма. През 1994 г. оперативното управление поема Владимир Топенчаров-син. Издателството стартира с 3 – 4 служители. Към 2007 г. на щат са 35 души., а към 2014 г. в издателството работят повече от 90 професионалисти.

## Анубис-Булвест
Собствениците на „Анубис“ и „Булвест 2000“ обединяват бизнеса си през 2007 г., но запазват отделните издателства като търговски марки и сливат единствено търговските си отдели в „Анубис-Булвест“.

## Издания
Към 2014 година издателството осигурява значителен дял от продукцията на учебници и учебни помагала по всички учебни дисциплини на образователната система в държавата. Учебната му литература е предназначена за деца, ученици, студенти и учители и активно участва във формирането на тенденциите, като следва приоритетите на българската образователна политика. Издадени са вече над 800 заглавия, написани от известни учени, университетски преподаватели и утвърдени учители.

## Екипи
Ръководители на авторските колективи на учебниците са: по Български език – проф. Кирил Димчев, по Литература – проф. Мария Герджикова, Доротея Табакова и Вера Котева, по Математика – Мариана Богданова, по Човекът и природата – Максим Максимов, по Човекът и обществото – Румен Пенин, по Английски език – Румяна Атанасова, по Руски език – Лиляна Изворска, по Физика и астрономия – Максим Максимов, по Химия и опазване на околната среда – Марко Кирилов и Георги Нейков.
Сред илюстраторите и дизайнерите, които създават учебниците на „Булвест 2000“ са Тоня Горанова, Цвятко Остоич, Боряна Паскалева, проф. Владислав Паскалев, Божидар Кьосев.